# 90. østlige længdekreds
Den 90. østlige længdekreds (eller 90 grader østlig længde) er en længdekreds, der ligger 90 grader øst for nulmeridianen. Den løber gennem Ishavet, Asien, det Indiske Ocean, det Sydlige Ishav og Antarktis.